# Hubert Lafortune
Hubert Jean Joseph Lafortune (24 november 1889, overlijdensdatum ongekend) was een Belgisch gymnast.

## Levensloop
Lafortune maakte deel uit van het team dat een zilveren medaille won op de Olympische Zomerspelen van 1920 in Antwerpen. Zijn team haalde 346,765 punten.
Hij woonde in de Constantin Meunierstraat in Leuven en was lid van de turnclub "La Populaire Louvaniste". Later werd hij de officiële aanplakker van de stad Leuven, die de verkoopsaffiches op de voorziene borden mocht hangen. De mensen moesten die affiches bij hem binnen brengen.
Zijn broers Marcel Lafortune en François Lafortune en neef Frans Lafortune, kwamen respectievelijk 4, 5 en 7 keer op voor de schietsport tijdens de Olympische Zomerspelen voor België tussen 1924 en 1976.